# Limnichoderus punctiventris
Limnichoderus punctiventris är en skalbaggsart som först beskrevs av Thomas Casey 1889.  Limnichoderus punctiventris ingår i släktet Limnichoderus och familjen lerstrandbaggar. Inga underarter finns listade i Catalogue of Life.